# Екстер'єр (бджоли)
Екстер'єрні ознаки — ознаки зовнішньої будови бджіл, які використовуються для визначення породи. З літературних джерел відомо, що вони сильно варіюються для бджіл багатьох порід. Оскільки ці ознаки є екстер'єрними, то на них в певній мірі впливають фактори навколишнього середовища, наприклад умови посухи негативно впливають на довжину хоботка.

## Кубітальний індекс
Кубіта́льний і́ндекс або і́ндекс крила́ — важлива екстер'єрна ознака бджіл, оскільки використовується для того, щоб з'ясувати породу.

## Відмітки на зовнішньому скелеті (на кутикулі)
Забарвлення кутикули на черевці є ознакою, на яку завжди звертали увагу бджолярі. У темної європейської і у країнської бджоли забарвлення більш темне. В багатьох випадках на другому кільці є коричневі кромки або «куточки» (відносять до класу «Е»). Якщо куточки дуже маленькі, ледь помітні, бджолу відносять до класу «0». У країнських бджіл великі кромки іноді утворюють суцільне коричневе кільце (відносять до класу «1R»). Кільцю кольору шкіри не придають великої значимості, але кількість бджіл з таким кільцем у родині країнських бджіл має бути не більшою за 5%. У темної європейської бджоли кільця є неприпустимими. Італійська бджола має 2 блискучих жовтих кільця (іноді одне, іноді три); крім того перше кільце на черевці цієї бджоли завжди більш-менш жовте. У світлих італійських бджіл («золотих») 1—4 кільця завжди жовті, тільки кінчик останнього черевного сегмента чорний.
У країнських бджіл світле кільце рідко буває ознакою метизації. Для того, щоб точно визначити, чи не є бджола гібридом, потрібно, крім визначення кольору кільця (жовтий або коричневий), оглянути трутнів. Також вважається, що при екстер'єрній оцінці не треба надавати великого значення кольорам відміток (принаймні «Е»), оскільки аборигенні країнські бджоли не мають однакового забарвлення кутикули.

## Довжина хоботка
Для більш ретельного проведення селекції бджіл також велике значення має вимірювання довжини хоботка. Правда, в цьому відношенні різниця між сім'ями незначна, всього декілька десятих доль міліметра. Темні бджоли мають короткий хоботок, довжина його складає 5,8—6,2 мм. У країнських бджіл хоботок довший, в середньому 6,6—6,8 мм. На практиці ця невелика різниця призводить до відчутної зміни продуктивності, особливо в областях, де сіють червону конюшину. Хорошу товарну продуктивність з конюшини дають тільки породи з довгим хоботком, тобто країнські та сірі гірські кавказькі бджоли.
Вимірювання проводиться двома різними методами: вимірювання довжини проникнення та вимірювання істинної довжини хоботка. Вимірювання істинної довжини дає можливість точно визначити довжину хоботка окремих бджіл, тому він широко використовується. Для нього не потрібно інших приладів, крім бінокулярного мікроскопа.

## Гачечки зчеплювального апарату крил
За допомогою крил бджола здійснює рухову діяльність, необхідну для знаходження їжі та перенесення її до гнізда. Передні крила більші за задні, в момент польоту переднє та заднє крило з'єднуються за допомогою зчеплювального апарату крил. Він складається з гачечків на переді заднього крила та складки, за яку зачіплюються ці гачечки, що розміщується на заді переднього крила. Кількість гачечків характеризує міцність зчеплення крил, а отже здатність бджіл довше і далі літати; також говорять, що дана ознака характеризує здатність бджіл до перельоту за несприятливих умов (сильного вітру тощо).